# Mike Pollak
Michael David Pollak (* 16. února 1985) ve Scottsdale, stát Arizona) je bývalý hráč amerického fotbalu, který nastupoval na pozici Guarda nebo Centra v National Football League. Byl draftován týmem Indianapolis Colts v roce 2008 ve druhém kole Draftu NFL, předtím hrál univerzitní fotbal za Arizona State University.

## Univerzitní fotbal
Pollak absolvoval v roce 2003 Corona del Sol High School v Tempe. Během studií hrál úspěšně americký fotbal na pozicích Guarda a Defensive tackla, za což obdržel mnohá ocenění. Poté v letech 2003 - 2007 navštěvoval Arizona State University a hrál na pozici Centra. V roce 2006 byl za své výkony zvolen do druhého výběru konference All-Pac-10 a v roce 2007 do prvního. Tento rok obdržel Tim Landers Iron Man Award, Cecil Bono Team Captain Award a Pat Tillman Award, všechny od svého týmu Arizona State Sun Devils. Také byl nominován na Rimington Trophy, která je udělována nejlepšímu vysokoškolskému Centrovi, ale tu nezískal.

## Profesionální kariéra

### Indianapolis Colts
Pollaka draftovali Indiapolis Colts v roce 2008 ve druhém kole na 59. místě celkově. Poté byl přesunut na pozici Guarda a jako nováček odehrál v následující sezóně 13 utkání. Od sezóny 2009 je startujícím pravým Guardem a stal se pevnou součástí ofenzívy Colts.

### Carolina Panthers
22. března 2012 podepsal smlouvu s Carolinou Panthers.

### Cincinnati Bengals
12. dubna 2013 podepsal smlouvu s Cincinnati Bengals. 7. března podepsal prodloužení stávající smlouvy o tři roky, nicméně 20. února 2015 ho Bengals propustili a Pollak následně ukončil kariéru.